# Coupe d'Angleterre de football 2003-2004
Navigation
Coupe d'Angleterre 2002-2003 Coupe d'Angleterre 2004-2005
La Coupe d'Angleterre de football 2003-2004 est la 123e édition de la Coupe d'Angleterre de football. Manchester United remporte sa onzième Coupe d'Angleterre de football au détriment de Millwall sur le score de 3-0 au cours d'une finale jouée dans l'enceinte du stade du Millennium Stadium de Cardiff. 661 équipes ont pris part à la compétition.

## Quatrième tour
|        | Équipe 1                | Score | Équipe 2          | Spectateurs |
| ------ | ----------------------- | ----- | ----------------- | ----------- |
| 1      | Burnley                 | 3–1   | Gillingham        |             |
| 2      | Liverpool               | 2–1   | Newcastle United  |             |
| 3      | Nottingham Forest       | 0-3   | Sheffield United  |             |
| 4      | Wolverhampton Wanderers | 1–3   | West Ham United   |             |
| 5      | Luton Town              | 0–1   | Tranmere Rovers   |             |
| 6      | Everton                 | 1–1   | Fulham            |             |
| rejoué | Fulham                  | 2–1   | Everton           |             |
| 7      | Scarborough             | 0–1   | Chelsea           |             |
| 8      | Ipswich Town            | 1–2   | Sunderland        |             |
| 9      | Manchester City         | 1-1   | Tottenham Hotspur |             |
| rejoué | Tottenham Hotspur       | 3–4   | Manchester City   |             |
| 10     | Northampton Town        | 0-3   | Manchester United |             |
| 11     | Coventry City           | 1–1   | Colchester United |             |
| rejoué | Colchester United       | 3–1   | Coventry City     |             |
| 12     | Portsmouth              | 2–1   | Scunthorpe United |             |
| 13     | Arsenal                 | 4-1   | Middlesbrough     |             |
| 14     | Birmingham City         | 1-0   | Wimbledon         |             |
| 15     | Telford United          | 0–2   | Millwall          |             |
| 16     | Swansea City            | 2–1   | Preston North End |             |

## Cinquième tour
|        | Équipe 1          | Score | Équipe 2          | Spectateurs |
| ------ | ----------------- | ----- | ----------------- | ----------- |
| 1      | Liverpool         | 1 – 1 | Portsmouth        |             |
| rejoué | Portsmouth        | 1 – 0 | Liverpool         |             |
| 2      | Sunderland        | 1 – 1 | Birmingham City   |             |
| rejoué | Birmingham City   | 0 – 2 | Sunderland        |             |
| 3      | Sheffield United  | 1 – 0 | Colchester United |             |
| 4      | Tranmere Rovers   | 2 – 1 | Swansea City      |             |
| 5      | Fulham            | 0 – 0 | West Ham United   |             |
| rejoué | West Ham United   | 0 – 3 | Fulham            |             |
| 6      | Manchester United | 4 – 2 | Manchester City   |             |
| 7      | Millwall          | 1 – 0 | Burnley           |             |
| 8      | Arsenal           | 2 – 1 | Chelsea           |             |

## Quarts de finale
| 6 mars 2004 | Manchester United      | 2 – 1 | Fulham                | Old Trafford, Manchester                    |                                             |
| 12:30       | van Nistelrooy 25e 62e |       | Malbranque 23e (pen.) | Spectateurs : 67 614 Arbitrage : Rob Styles | Spectateurs : 67 614 Arbitrage : Rob Styles |
| 12:30       | Rapport                |       |                       | Spectateurs : 67 614 Arbitrage : Rob Styles | Spectateurs : 67 614 Arbitrage : Rob Styles |

| 6 mars 2004 | Portsmouth     | 1 – 5 | Arsenal                                       | Fratton Park, Portsmouth                     |                                              |
| 18:00       | Sheringham 90e |       | Henry 25e 50e · Ljungberg 43e 57e · Touré 45e | Spectateurs : 20 137 Arbitrage : Jeff Winter | Spectateurs : 20 137 Arbitrage : Jeff Winter |
| 18:00       | Rapport        |       |                                               | Spectateurs : 20 137 Arbitrage : Jeff Winter | Spectateurs : 20 137 Arbitrage : Jeff Winter |

| 7 mars 2004 | Millwall | 0 – 0 | Tranmere | The New Den, Bermondsey, Londres             |                                              |
| 13:00       |          |       |          | Spectateurs : 16 404 Arbitrage : Neale Barry | Spectateurs : 16 404 Arbitrage : Neale Barry |
| 13:00       | Rapport  |       |          | Spectateurs : 16 404 Arbitrage : Neale Barry | Spectateurs : 16 404 Arbitrage : Neale Barry |

| 7 mars 2004 | Sunderland      | 1 – 0 | Sheffield United | Stadium of Light, Sunderland                |                                             |
| 16:05       | Tommy Smith 15e |       |                  | Spectateurs : 37 115 Arbitrage : Steve Dunn | Spectateurs : 37 115 Arbitrage : Steve Dunn |
| 16:05       | Rapport         |       |                  | Spectateurs : 37 115 Arbitrage : Steve Dunn | Spectateurs : 37 115 Arbitrage : Steve Dunn |

### Match à rejouer
| 16 mars 2004 | Tranmere       | 1 – 2 | Millwall                | Prenton Park, Tranmere, Birkenhead            |                                               |
| 19:45        | Gary Jones 41e |       | Cahill 11e · Harris 15e | Spectateurs : 15 510 Arbitrage : Uriah Rennie | Spectateurs : 15 510 Arbitrage : Uriah Rennie |
| 19:45        | Rapport        |       |                         | Spectateurs : 15 510 Arbitrage : Uriah Rennie | Spectateurs : 15 510 Arbitrage : Uriah Rennie |

## Demi-finales
| 3 avril 2004 | Arsenal | 0 – 1 | Manchester United | Villa Park, Birmingham                         |                                                |
| 12:00        |         |       | Scholes 32e       | Spectateurs : 39 939 Arbitrage : Graham Barber | Spectateurs : 39 939 Arbitrage : Graham Barber |
| 12:00        | Rapport |       |                   | Spectateurs : 39 939 Arbitrage : Graham Barber | Spectateurs : 39 939 Arbitrage : Graham Barber |

| 4 avril 2004 | Sunderland        | 0 – 1 | Millwall   | Old Trafford, Manchester                     |                                              |
| 13:00        | Jason McAteer 86e |       | Cahill 26e | Spectateurs : 56 112 Arbitrage : Paul Durkin | Spectateurs : 56 112 Arbitrage : Paul Durkin |
| 13:00        | Rapport           |       |            | Spectateurs : 56 112 Arbitrage : Paul Durkin | Spectateurs : 56 112 Arbitrage : Paul Durkin |

## Finale
| Titulaires : |  |
| |  |
| 14 Tim Howard 84e · 2 Gary Neville · 6 Wes Brown · 27 Mikaël Silvestre · 22 John O'Shea · 7 Cristiano Ronaldo 84e · 24 Darren Fletcher 84e · 16 Roy Keane (c) · 11 Ryan Giggs · 18 Paul Scholes · 10 Ruud van Nistelrooy · |  |
| Remplaçants : |  |
| 13 Roy Carroll 84e · 3 Phil Neville · 8 Nicky Butt 84e · 19 Eric Djemba-Djemba · 20 Ole Gunnar Solskjær 75e · |  |
| Entraîneur : |  |
| Alex Ferguson |  |

| Titulaires : |  |
| |  |
| 22 Andy Marshall · 25 Marvin Elliott · 2 Matthew Lawrence (c) · 12 Darren Ward · 3 Robbie Ryan 74e · 7 Paul Ifill · 19 Dennis Wise 89e · 8 David Livermore · 26 Peter Sweeney · 4 Tim Cahill · 9 Neil Harris 68e · |  |
| Remplaçants : |  |
| 13 Willy Guéret · 27 Alan Dunne · 37 Barry Cogan 74e · 11 Curtis Weston 89e · 23 Mark McCammon 75e · |  |
| Entraîneur : |  |
| Dennis Wise |  |

| Titulaires : |  |
| |  |
| 14 Tim Howard 84e · 2 Gary Neville · 6 Wes Brown · 27 Mikaël Silvestre · 22 John O'Shea · 7 Cristiano Ronaldo 84e · 24 Darren Fletcher 84e · 16 Roy Keane (c) · 11 Ryan Giggs · 18 Paul Scholes · 10 Ruud van Nistelrooy · |  |
| Remplaçants : |  |
| 13 Roy Carroll 84e · 3 Phil Neville · 8 Nicky Butt 84e · 19 Eric Djemba-Djemba · 20 Ole Gunnar Solskjær 75e · |  |
| Entraîneur : |  |
| Alex Ferguson |  |

| Titulaires : |  |
| |  |
| 22 Andy Marshall · 25 Marvin Elliott · 2 Matthew Lawrence (c) · 12 Darren Ward · 3 Robbie Ryan 74e · 7 Paul Ifill · 19 Dennis Wise 89e · 8 David Livermore · 26 Peter Sweeney · 4 Tim Cahill · 9 Neil Harris 68e · |  |
| Remplaçants : |  |
| 13 Willy Guéret · 27 Alan Dunne · 37 Barry Cogan 74e · 11 Curtis Weston 89e · 23 Mark McCammon 75e · |  |
| Entraîneur : |  |
| Dennis Wise |  |

| Manchester United | Millwall |